# Свјетски дан ветеринара
Свјетски дан ветеринара обиљежава се сваке године у задњој суботи  априла. Ветеринар или доктор ветеринарске медицине је стручњак из подручја биомедицинских наука. По завршетку Ветеринарског факултета ветеринари су обучени за различите послове:
- рад у примарној медицини,
- рјешавање проблематике ветеринарског јавног здравства,
- заштиту човјекове околине,
- теренску, клиничку и лабораторијску дијегностику,
- превентивно сузбијање заразних болести и зооноза,
- изградња и учествовање у изради програма за развијање и унапређивање дјелатности сточарске производње животињских намирница и животињских производа,
- развијање свих облика заштите животиња и околине,
- његовање етике хуманих односа према животињама.[2]

## Историја настанка овог дана
Историја Свјетског дана ветеринара потиче из 1863. године. Професор са Ветеринарског факултета у Единбургу, Џон Гамги (John Gamgee), позвао је ветеринаре из Европе на састанак. Овај састанак се назвао Међународним ветеринарским конгресом. 
Чланови осмог засједања Свјетског ветеринарског конгреса су  1906. године формирали стални комитет, а на петнаестој сједници Конгреса у Штокхолму, стални комитет и остали чланови осјетили су потребу за већом организацијом.
Са сљедећим Конгресом, одржаним 1959. године у Мадриду,  основана је Свјетска ветеринарска асоцијација(World Veterinary Association). Нови услов је формиран 1997. године, а структура организације је такође потпуно промјењена. Свјетска ветеринарска асоцијација се састоји од чланова из више од седамдесет држава.
Уз подршку Свјетске организације за здравље животиња, Свјетска ветеринарска асоцијација донијела је 2000.године одлуку за обиљежавањем овог дана. Циљ је ширење свијести о здрављу и одговорности према животињама.
Поред овога, Свјетска ветеринарска асоцијација покренула је и неколико других корисник пројеката у корист ветеринарске професије. У сарадњи са Свјетском организацијом за здравље животиња (OIE) одлучили су да додјељују награду за Свјетски дан ветеринара. Прва награда додјељена је 2008. године Ветеринарском удружењу Кеније. 

## Циљ
Животиње су, као и људи, жива бића која имају своје потребе.
Њихово здравље је уско повезано са нашим због одређених заразних болести, тако да требамо водити рачуна о томе. 
Циљ обиљежавања овог дана проистиче из заитересованости за ову професију и буђења свијести код шире јавности за очувањем здравља и добробити животиња, здравља људи, као и очувања животне средине.